# Arne Rustadstuen
Arne Rustadstuen, född den 14 december 1905 - död den 25 april 1978, var en norsk längdåkare och utövare av nordisk kombination som tävlade under 1930-talet.
Rustadstuens första internationella mästerskap var VM 1930 i Oslo där han vann 18 kilometer i längdåkning och slutade tvåa på 50 kilometer. Vid VM 1931 tävlade han i nordisk kombination där han kom på tredje plats. Rustadstuen deltog även i två olympiska spel. Vid OS 1932 slutade han på femte plats på 18 kilometer och blev bronsmedaljör på 50 kilometer. Han sista mästerskap blev OS 1936 där han slutade på sjätte plats på 50 kilometer. 
Rustadstuen tilldelades Holmenkollenmedaljen 1935.